# Інтелектуальна історія
Інтелектуальна історія — історична дисципліна, що вивчає історичні аспекти творчої та інтелектуальної сфери людської діяльності через культуру, біографію та соціокультурне оточення їх носіїв, включаючи її умови, форми і результати.

## Інтелектуальна історія як наука
«Інтелектуальна історія» як історіографічна практика має свою тривалу історію і бере свій початок ще у XIX ст. У міжвоєнний період її об'єктно-предметну сферу охарактеризував американський історик і філософ Артур Лавджой. Його основна праця — «Великий ланцюг буття: студії з історії ідей» — була опублікована у 1936 р. Він запропонував вивчати універсальні «ідеї-блоки», які мандрують у часі і використовуються як модулі для аналізу складних конструкціях різних учень і теорій. Метою історичного дослідження було створення максимально повної біографії ідей, їх опис на різних стадіях історичного розвитку і в різних сферах інтелектуального життя, включаючи філософію, науку, літературу, мистецтво, релігію, політику. Програма А. Лавджоя передбачала з'ясування розуміння того, як виникають і поширюються нові переконання та інтелектуальні форми, ґрунтувалася на аналізі психологічної природи процесів, які впливають на зміни у популярності і впливовості тих чи інших ідей. Головне завдання історика полягало в пошуку відповідей на питання: чому концепції, які домінували або переважали в одному поколінні, втрачають свою владу над умами людей і поступаються місцем іншим?
Лавджой в першу чергу був практикуючим істориком і більшість його публікацій має справу з конкретним емпіричним матеріалом. Він ретельно працював з історичною фактурою, відштовхуючись від якої займався методологічною рефлексією.
У 70-80-ті роки XX ст. історія ментальностей і «антропологічний поворот» у розвитку історичної думки спричинили певне переосмислення історії ідей. «Інтелектуальна історія» поширює своє пізнавальне поле на весь комплекс ідей, що виявляються в різні періоди і в різних людських спільнотах. У полі зору інтелектуальної історії виявляється загальний стан індивідуальної та колективної свідомості. Вона починає розуміти дослідження всієї інтелектуальної сфери, або, висловлюючись іншими словами, «вивчення минулих думок» (К. Скіннер). Такий підхід перетворив її в міждисциплінарну науку, яка змушена спиратися на співпрацю з іншими соціально гуманітарними галузями знань: вона починає поєднувати соціологію знання, історію ідей, історію ментальностей, герменевтику. Фактично предметне поле сучасної «інтелектуальної історії» є необмеженим — по суті, вся історія перетворюється в інтелектуальну.